# Gilbert Koomson
Gilbert Koomson (Acra, Ghana, 9 de septiembre de 1994) es un futbolista ghanés. Juega de centrocampista y su equipo es el Duhok S. C. de la Liga Premier de Irak.

## Selección nacional
Ha sido internacional con la selección de Ghana en una ocasión.

## Clubes
| Club                           | País      | Año       | Partidos | Goles |
| ------------------------------ | --------- | --------- | -------- | ----- |
| BEC Tero Sasana F. C.          | Tailandia | 2012-2016 | 46       | 7     |
| Samut Songkhram F. C. (cedido) | Tailandia | 2013      | 12       | 6     |
| Sogndal                        | Noruega   | 2013      | 7        | 0     |
| Sogndal                        | Noruega   | 2016-2017 | 64       | 11    |
| SK Brann                       | Noruega   | 2018-2020 | 78       | 11    |
| Kasımpaşa S. K.                | Turquía   | 2020-2021 | 23       | 0     |
| F. K. Bodø/Glimt               | Noruega   | 2021-2022 | 41       | 2     |
| Aalesunds FK (cedido)          | Noruega   | 2022      | 10       | 1     |
| Sandefjord                     | Noruega   | 2023-2024 | 28       | 1     |
| Hapoel Petah-Tikvah            | Israel    | 2024      | 9        | 0     |
| Duhok S. C.                    | Irak      | 2024-     |          |       |

## Palmarés

### Títulos nacionales
| Título      | Club             | País    | Año  |
| ----------- | ---------------- | ------- | ---- |
| Eliteserien | F. K. Bodø/Glimt | Noruega | 2021 |